# Редченков, Пётр Степанович
Пётр Степанович Редченков (1905—1960) — советский лётчик штурмовой авиации в годы Великой Отечественной войны, Герой Советского Союза (29.06.1945). Подполковник.

## Биография
Пётр Редченков родился 9 февраля 1905 года в селе Черенцовка. Рано остался сиротой, работал батраком, разнорабочим.
В 1927—1929 годах проходил службу в войсках ОГПУ СССР. Демобилизовавшись, окончил рабфак при Московском энергетическом институте. В 1931 году Редченков повторно был призван в армию. В 1933 году он окончил Луганскую военную авиационную школу лётчиков и краткосрочные курсы при Центральной школе лётчиков-инструкторов Осоавиахима. В том же году Редченков был вновь уволен в запас. Проживал в Новосибирске, работал лётчиком-инструктором в Новосибирском аэроклубе.
В июле 1942 года Редченков в третий раз был призван в армию. С августа того же года — на фронтах Великой Отечественной войны. Сначала воевал лётчиком отдельной эскадрильи связи на Воронежском фронте, летал на самолете У-2. В декабре 1942 года был переведён в 998-й ночной бомбардировочный авиационный полк на должность заместителя командира эскадрильи. Теперь на том же У-2 он бомбил немецкие войска, воюя с полком в составе 208-й ночной бомбардировочной авиационной дивизии 2-й воздушной армии Воронежского фронта. Участвовал в Среднедонской, Острогожско-Россошанской, Воронежско-Касторненской наступательной операциях, в Харьковской оборонительной операции, в Курской битве и в битве за Днепр, в Житомирско-Бердичевской, Корсунь-Шевченковской, Ровно-Луцкой и Проскуровско-Черновицкой наступательных операциях.
Летом 1944 года был переведён в 989-й штурмовой авиационный полк на должность заместителя командира эскадрильи, а вскоре стал и её командиром. В этом полку сражался до конца войны, успешно действуя в ходе Ясско-Кишинёвской, Бухарестско-Арадской, Белградской, Будапештской, Апатин-Капошварской, Ондавской, Венской и Грацско-Амштеттенской наступательных операциях.
К 10 февраля 1945 года командир штурмовой эскадрильи 989-го штурмового авиаполка 136-й штурмовой авиадивизии 10-го штурмового авиакорпуса 17-й воздушной армии 3-го Украинского фронта майор Пётр Редченков совершил 420 боевых вылетов на бомбардировку противника на самолёте По-2 и 75 боевых вылетов на штурмовку скоплений боевой техники и живой силы противника на самолёте Ил-2, сбросил на врага 108 тонн авиабомб, нанеся ему большие потери. Им было уничтожено до 20 танков, до 50 автомашин, до 90 конных повозок, до 10 самолётов врага на его аэродромах, подавлен огонь 12 точек зенитной артиллерии, создано 25 очагов пожаров и истреблено до 500 солдат и офицеров.
Указом Президиума Верховного Совета СССР от 29 июня 1945 года за «образцовое выполнение боевых заданий командования на фронте борьбы с немецкими захватчиками и проявленные при этом отвагу и геройство» майору Петру Степановичу Редченкову присвоено звание Героя Советского Союза с вручением ордена Ленина и медали «Золотая Звезда» за номером 6893.
За время войны он совершил 513 боевых вылетов, из которых 93 на штурмовике «Ил-2».
После окончания войны продолжил службу в Советской армии. В 1945 году он окончил Высшую авиационную школу. В 1951—1953 годах — начальник Новосибирского аэроклуба. В 1956 году подполковник П. С. Редченков был уволен в запас.
Проживал в Новосибирске. Умер 22 февраля 1960 года, похоронен на Заельцовском кладбище Новосибирска.
Бюст Героя Советского Союза Петра Редченкова установлен в городе Каменке.

## Награды
- Герой Советского Союза (29.06.1945)
- Орден Ленина (29.06.1945)
- Орден Красного Знамени (14.02.1945)
- Орден Александра Невского (13.04.1945)
- Ордена Отечественной войны 1-й (20.09.1944) и 2-й (9.06.1945) степеней
- Три ордена Красной Звезды (20.03.1943, 22.10.1943, 30.12.1956)
- Медаль «За взятие Будапешта» (1945)
- Медаль «За взятие Вены» (1945)
- Ряд других медалей[2]

## Комментарии
1. ↑  Ныне — Пензенский район Пензенской области. Решением Пензенского облисполкома от 19.01.1981 № 18 Черенцовский сельсовет передан из Каменского в Пензенский район (см.: Справочник по административно-территориальному делению Пензенского края 1663—1991 гг. — С. 369[1]).